# Nisquallia
Nisquallia is een geslacht van rechtvleugeligen uit de familie veldsprinkhanen (Acrididae). De wetenschappelijke naam van dit geslacht is voor het eerst geldig gepubliceerd in 1952 door Rehn.

## Soorten
Het geslacht Nisquallia  is monotypisch en omvat slechts de volgende soort:
- Nisquallia olympica (Rehn, 1952)